# Tupec
Tupec je severovýchodní část obce Veselíčko v okrese Přerov. V roce 2009 zde bylo evidováno 69 adres. V roce 2021 zde trvale žilo 148 obyvatel.
Tupec je také název katastrálního území o rozloze 2,17 km2.

## Historie
První písemná zmínka o obci pochází z roku 1275.

## Pamětihodnosti
- Venkovská usedlost čp. 28